# Umluftfiltration

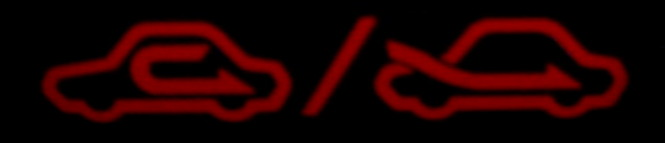
Schalter für Um-/Frischluft in einem Pkw

Die Umluftfiltration, auch Umluftfilterung, wird in der Technik eingesetzt, um Luft, die im Umlauf bzw. steter Wiederverwendung ist, zu reinigen.
Häufigster Anwendungsfall dürfte mittlerweile die Filtration von Luft in der Heizungs-, Lüftungs- und Klimaanlage von PKW sein. In der Umluftstellung der Lüftungsanlage hinter dem Armaturenbrett wird sowohl im Winter (zum schnelleren Aufheizen) als auch im Sommer (zum schnelleren Herunterkühlen des Fahrzeuginneren) die Luft über längere Zeit ohne Frischluftzustrom von außen umgewälzt. Hierbei wird sie stetig durch ein Luftfilter (z. T. als Umluftfilter bezeichnet) geführt.
Die Luftfilter sind im Auto in aller Regel Gewebe- oder weit häufiger Papiermatten, die aufgefaltet sind und so eine gegenüber dem Bauraum erheblich größere Fläche zum Filtern anbieten. Eine solche Filtereinrichtung reichert mit fortlaufendem Betrieb Verunreinigungen an und verstopft so mit der Zeit immer mehr; der Druckverlust des Filters wird stetig höher, die Lüfterdrehzahl steigt an, jedoch sinkt der Luftstrom. 
Auch können diese Filtergewebe Brutstätten für Mikroorganismen wie Bakterien sein und zum Beispiel mit Geruchsbelästigungen unangenehm auf sich aufmerksam machen. Somit sind die Filter Verschleißteile und müssen in gewissen Abständen nachgesehen und gegebenenfalls ausgetauscht werden. Die Filtergröße (Maschenweite) wird heute oft so bestimmt, dass Pollen keinen Durchgang durch die Lüftungsanlage bekommen, da immer höhere Anteile der Bevölkerung auf Pollen allergisch reagieren. 
Auch abseits des Fahrzeugbaus gibt es Umluftfilteranlagen: in der Gebäude-Klimatisierung. Hier sind verschiedene Bauarten möglich. Neben der Filtrierung mittels Papier bieten sich auch andere Verfahren an, zum Beispiel die Luftwäscher, in denen der Luftstrom durch ein Wasserbad geleitet wird, in dem die Luft gereinigt und zugleich befeuchtet wird.